# 요재연담
요재연담(聊齋艷譚: Erotic Ghost Story)은 홍콩에서 제작된 남내재 감독의 1990년 영화이다. 단립문 등이 주연으로 출연하였고 주진동 등이 제작에 참여하였다. 출시명은 천년귀애이다.

## 출연

### 주연
- 단립문
- 엽자미
- 문소
- 공슬동